# Корткеросский район
Корткеросский район (коми Кöрткерöс район) — административно-территориальная единица и муниципальное образование (муниципальный район) в составе Республики Коми Российской Федерации.
Административный центр — село Корткерос.
Корткеросский район приравнен к районам Крайнего Севера.

## География
Площадь района — 19,7 тыс. км² (около 5 % территории Республики Коми). На юге Корткеросский район граничит с Койгородским районом и Пермским краем, на севере — с Княжпогостским районом, западная граница с Сыктывдинским муниципальным районом, восточная — Усть-Куломский район.
Основная река — Вычегда. Реки относятся к бассейну р. Вычегды: Вишера, Локчим, Нившера и др.
Рельеф представляет собой слабохолмистую низменность, расчлененную густой речной сетью. Полезные ископаемые: горючие сланцы, песчано-гравийные смеси, глина, рудопроявления железа. Климат умеренно континентальный. Средняя температура января −17 °C, июля +16 °C, среднегодовое количество осадков 550 мм.
Почвы болотно-подзолистые, железистые, подзолы, пылевато-суглинистые. Район расположен в подзоне тайги (пармы). Леса елово-сосновые с примесью березы, осины. В них обитают медведи, волки, зайцы, бобры, глухари, тетерева-косачи, куропатки серые и др. К охраняемым памятникам природы отнесены 3 кедровых заказника и 23 болота.

## Животный мир
В 2015 году численность кряквы на лугах была равна 5.1 особей на 1 км2. Летом 2016 года кряква наиболее часто встречалась в Корткеросском районе (0.7 особей на 10 км). В среднем по данным лодочных маршрутов плотность населения кряквы составила 0.32 ос./км2. Отмечена на водоёмах (старичные озёра, заводи лесных речек) смешанного елово-берёзового леса (0.7) и луговых (0.9 ос./км2) местообитаний. Выводок кряквы из 5 пуховых птенцов размером с дрозда отмечен 12 июня 2016 в районе деревни Додзь на мелком зарастающем, лесном озерке.
Гнездование редка зарегистрировано в смешанном елово-берёзовом и сосновом лесу Гурьев (1982). В период исследований летом 2016 года были отмечены пары и птицы с территориальным поведением. Осоед встречен на пойменных лугах в районе села Приозёрный, а также в прирусловых лесах в районе сёл Визябож и Седкыркещ. По данным пешеходных маршрутов, численность осоеда 0.03 ос./км2, по данным лодочных маршрутов — 0.3 ос./10 км учётного маршрута. Плотность населения осоеда снижалась от Корткеросского (0.4) до Сысольского района Республики Коми (0.1 ос./10 км).

## История
Район образован 14 июля 1939 года.

## Население
| 2002    | 2005    | 2009    | 2010    | 2011    | 2012    | 2013    | 2014    | 2015    |
| ------- | ------- | ------- | ------- | ------- | ------- | ------- | ------- | ------- |
| 23 642  | ↘23 200 | ↘22 542 | ↘19 658 | ↘19 547 | ↘19 213 | ↘19 202 | ↘19 169 | ↘18 954 |
| 2016    | 2017    | 2018    | 2019    | 2020    | 2021    | 2024    |         |         |
| ↘18 814 | ↘18 593 | ↘18 379 | ↘18 071 | ↘17 963 | ↗18 984 | ↘18 232 |         |         |

### Национальный состав
По переписи 2010 года:  
- Всего — 19658 чел.
- коми — 13064 чел. (68,4 %),
- русские — 5125 чел. (26,8 %),
- украинцы — 365 чел. (1,9 %)
- белорусы — 109 чел. (0,6 %)
- немцы — 106 чел. (0,6 %)
- указавшие национальность — 19088 чел. (100,0 %).

По итогам переписи населения 2020 года проживали следующие национальности (национальности менее 0,1 % и другое, см. в сноске к строке «Другие»):
| Национальность | Численность, чел. | Доля     |
| -------------- | ----------------- | -------- |
| Коми           | 10 904            | 57,44 %  |
| Русские        | 7226              | 38,06 %  |
| Украинцы       | 153               | 0,81 %   |
| Белорусы       | 44                | 0,23 %   |
| Немцы          | 39                | 0,21 %   |
| Татары         | 33                | 0,17 %   |
| Чуваши         | 29                | 0,15 %   |
| Молдаване      | 26                | 0,14 %   |
| Другие         | 530               | 2,79 %   |
| Итого          | 18 984            | 100,00 % |

## Административно-территориальное устройство
Административно-территориальное устройство, статус и границы Корткеросского района установлены Законом Республики Коми от 6 марта 2006 года № 13-РЗ «Об административно-территориальном устройстве Республики Коми»
Район включает 18 административных территорий:
| №  | Административная территория                                      | Административный центр | Населённые пункты                                                                  | Количество населённых пунктов |
| -- | ---------------------------------------------------------------- | ---------------------- | ---------------------------------------------------------------------------------- | ----------------------------- |
| 1  | село Богородск с подчинённой ему территорией                     | село Богородск         | с. Богородск, д. Лунь, д. Пасвомын, д. Сюзяыб, д. Троицк                           | 5                             |
| 2  | село Большелуг с подчинённой ему территорией                     | село Большелуг         | с. Большелуг, д. Выльыб, д. Зулэб, д. Ивановская                                   | 4                             |
| 3  | село Вомын с подчинённой ему территорией                         | село Вомын             | с. Вомын, д. Якушевск                                                              | 2                             |
| 4  | село Додзь с подчинённой ему территорией                         | село Додзь             | с. Додзь, пст Визябож, д. Визябож                                                  | 3                             |
| 5  | село Керес с подчинённой ему территорией                         | село Керес             | с. Керес, д. Лаборем, пст Уръёль, д. Эжол                                          | 4                             |
| 6  | село Корткерос с подчинённой ему территорией                     | село Корткерос         | с. Корткерос                                                                       | 1                             |
| 7  | село Маджа с подчинённой ему территорией                         | село Маджа             | с. Маджа, д. Кармыльк, д. Куръядор                                                 | 3                             |
| 8  | село Мордино с подчинённой ему территорией                       | село Мордино           | с. Мордино, пст Веселовка, д. Дань, д. Конша, д. Четдино                           | 5                             |
| 9  | посёлок сельского типа Намск с подчинённой ему территорией       | посёлок Намск          | пст Намск, д. Лопыдино                                                             | 2                             |
| 10 | село Нёбдино с подчинённой ему территорией                       | село Нёбдино           | с. Нёбдино, д. Аникеевка, д. Ануфриевка, д. Паркерос, д. Тимасикт, д. Трофимовская | 6                             |
| 11 | село Нившера с подчинённой ему территорией                       | село Нившера           | с. Нившера, д. Алексеевка, д. Ивановка, д. Русановская                             | 4                             |
| 12 | село Пезмег с подчинённой ему территорией                        | село Пезмег            | с. Пезмег, пст Аджером                                                             | 2                             |
| 13 | посёлок сельского типа Подтыбок с подчинённой ему территорией    | посёлок Подтыбок       | пст Подтыбок                                                                       | 1                             |
| 14 | село Подъельск с подчинённой ему территорией                     | село Подъельск         | с. Подъельск, д. Наволок, д. Новик                                                 | 3                             |
| 15 | село Позтыкерес с подчинённой ему территорией                    | село Позтыкерес        | с. Позтыкерес, д. Баяркерес, пст Собино                                            | 3                             |
| 16 | посёлок сельского типа Приозёрный с подчинённой ему территорией  | посёлок Приозёрный     | пст Приозёрный, д. Важкуръя                                                        | 2                             |
| 17 | село Сторожевск с подчинённой ему территорией                    | село Сторожевск        | с. Сторожевск                                                                      | 1                             |
| 18 | посёлок сельского типа Усть-Лэкчим с подчинённой ему территорией | посёлок Усть-Лэкчим    | пст Усть-Лэкчим, пст Мартиты                                                       | 2                             |

д. — деревня
пст — посёлок сельского типа
с. — село

## Муниципально-территориальное устройство
В Корткеросский муниципальный район входит 18 муниципальных образований со статусом сельского поселения:
| №     | Муниципальное образование | Административный центр | Количество населённых пунктов | Население (чел.) | Площадь (км²) |
| ----- | ------------------------- | ---------------------- | ----------------------------- | ---------------- | ------------- |
| 1e-06 | Сельское поселение:       |                        |                               |                  |               |
| 1     | Богородск                 | село Богородск         | 5                             | ↗1052            | 4,92          |
| 2     | Большелуг                 | село Большелуг         | 4                             | ↗1069            | 14,53         |
| 3     | Вомын                     | село Вомын             | 2                             | ↗556             | 15,43         |
| 4     | Додзь                     | село Додзь             | 3                             | ↗1135            | 14,60         |
| 5     | Керес                     | село Керес             | 4                             | ↘507             | 30,00         |
| 6     | Корткерос                 | село Корткерос         | 1                             | ↘4710            | 28,66         |
| 7     | Маджа                     | село Маджа             | 3                             | ↗373             | 1,53          |
| 8     | Мордино                   | село Мордино           | 5                             | ↗1225            | 18,01         |
| 9     | Намск                     | посёлок Намск          | 2                             | ↗462             | 3,85          |
| 10    | Нёбдино                   | село Нёбдино           | 6                             | ↗643             | 11,59         |
| 11    | Нившера                   | село Нившера           | 4                             | ↗1288            | 3,53          |
| 12    | Пезмег                    | село Пезмег            | 2                             | ↗1480            | 6,38          |
| 13    | Подтыбок                  | посёлок Подтыбок       | 1                             | ↘829             | 0,47          |
| 14    | Подъельск                 | село Подъельск         | 3                             | ↘547             | 3,96          |
| 15    | Позтыкерес                | село Позтыкерес        | 3                             | ↘244             | 2,70          |
| 16    | Приозёрный                | посёлок Приозёрный     | 2                             | ↗727             | 5,63          |
| 17    | Сторожевск                | село Сторожевск        | 1                             | ↘1479            | 19,61         |
| 18    | Усть-Лэкчим               | посёлок Усть-Лэкчим    | 2                             | ↗658             | 3,91          |

## Населённые пункты
В Корткеросском районе 53 населённых пункта
| №  | Населённый пункт | Тип     | Население | Сельское образование |
| -- | ---------------- | ------- | --------- | -------------------- |
| 1  | Аджером          | посёлок | ↗1027     | Пезмег               |
| 2  | Алексеевка       | деревня | 103       | Нившера              |
| 3  | Аникеевка        | деревня | 9         | Нёбдино              |
| 4  | Ануфриевка       | деревня | 2         | Нёбдино              |
| 5  | Баяркерес        | деревня | 14        | Позтыкерес           |
| 6  | Богородск        | село    | 697       | Богородск            |
| 7  | Большелуг        | село    | 680       | Большелуг            |
| 8  | Важкуръя         | деревня | 258       | Приозёрный           |
| 9  | Веселовка        | посёлок | ↘181      | Мордино              |
| 10 | Визябож          | деревня | 127       | Додзь                |
| 11 | Визябож          | посёлок | ↘471      | Додзь                |
| 12 | Вомын            | село    | 470       | Вомын                |
| 13 | Выльыб           | деревня | 226       | Большелуг            |
| 14 | Дань             | деревня | 56        | Мордино              |
| 15 | Додзь            | село    | 189       | Додзь                |
| 16 | Зулэб            | деревня | 103       | Большелуг            |
| 17 | Ивановка         | деревня | 10        | Нившера              |
| 18 | Ивановская       | деревня | 53        | Большелуг            |
| 19 | Кармыльк         | деревня | 0         | Маджа                |
| 20 | Керес            | село    | 319       | Керес                |
| 21 | Конша            | деревня | 27        | Мордино              |
| 22 | Корткерос        | село    | ↘4710     | Корткерос            |
| 23 | Куръядор         | деревня | 13        | Маджа                |
| 24 | Лаборем          | деревня | 93        | Керес                |
| 25 | Лопыдино         | деревня | 87        | Намск                |
| 26 | Лунь             | деревня | 13        | Богородск            |
| 27 | Маджа            | село    | 331       | Маджа                |
| 28 | Мартиты          | посёлок | 33        | Усть-Лэкчим          |
| 29 | Мордино          | село    | ↘1010     | Мордино              |
| 30 | Наволок          | деревня | 27        | Подъельск            |
| 31 | Намск            | посёлок | 419       | Намск                |
| 32 | Нёбдино          | село    | 456       | Нёбдино              |
| 33 | Нившера          | село    | ↘1159     | Нившера              |
| 34 | Новик            | деревня | 18        | Подъельск            |
| 35 | Паркерос         | деревня | 0         | Нёбдино              |
| 36 | Пасвомын         | деревня | 4         | Богородск            |
| 37 | Пезмег           | село    | ↗453      | Пезмег               |
| 38 | Подтыбок         | посёлок | ↘829      | Подтыбок             |
| 39 | Подъельск        | село    | 585       | Подъельск            |
| 40 | Позтыкерес       | село    | 176       | Позтыкерес           |
| 41 | Приозёрный       | посёлок | 603       | Приозёрный           |
| 42 | Русановская      | деревня | 13        | Нившера              |
| 43 | Собино           | посёлок | 116       | Позтыкерес           |
| 44 | Сторожевск       | село    | ↘1479     | Сторожевск           |
| 45 | Сюзяыб           | деревня | 170       | Богородск            |
| 46 | Тимасикт         | деревня | 13        | Нёбдино              |
| 47 | Троицк           | деревня | 240       | Богородск            |
| 48 | Трофимовская     | деревня | 67        | Нёбдино              |
| 49 | Уръёль           | посёлок | 264       | Керес                |
| 50 | Усть-Лэкчим      | посёлок | 690       | Усть-Лэкчим          |
| 51 | Четдино          | деревня | 88        | Мордино              |
| 52 | Эжол             | деревня | 74        | Керес                |
| 53 | Якушевск         | деревня | 61        | Вомын                |

## Руководство
Руководитель администрации МР «Корткеросский»
- Сажин Константин Анатольевич (врио)

Председатель Совета МР «Корткеросский», глава МР «Корткеросский»
- Питашук Михаил Евгеньевич

## Люди, связанные с районом
- Изъюрова, Раиса Дмитриевна
- Оплеснина, Альбина Ивановна
- Савин, Виктор Алексеевич